# Culture de Hongshan
Pour les articles homonymes, voir Hongshan.
Sauf précision contraire, les dates de cet article sont sous-entendues « avant l'ère commune », c'est-à-dire « avant Jésus-Christ ».
La culture de Hongshan (红山文化) est une culture néolithique (4700 - 2900 av. l'ère commune) du nord-est de la Chine, s’étendant au nord des monts Yan (燕山) au Hebei et de part et d'autre des cours supérieurs du Daling (大凌河) et du Xiliao (西遼河) au Liaoning et en Mongolie-Intérieure. La culture de Hongshan est particulièrement célèbre pour ses objets de jade ainsi que pour quelques sites funéraires et cultuels tout à fait remarquables comprenant temples, autels, cairns et constructions pyramidales. Les archéologues estiment que cette culture s’est constituée sur la base de celles de Xinglongwa (兴隆洼) (Mongolie intérieure et Liaoning) et Zhaobaogou (赵宝沟) (Mongolie-Intérieure et Hebei), avec qui elle présente de nettes similitudes sur le plan des pratiques funéraires. Hongshan serait contemporain des phases moyenne et tardive de Yangshao avec qui elle aurait eu des échanges.
La faïence à motif de peigne, le Jeokseong-gun et le jade sont similaires aux boucles d'oreilles en jade (il y a 7 000 ans) extraites des monticules de coquillages à Goseong-gun, Gangwon-do sur la péninsule coréenne et aux ornements et boucles d'oreilles en jade trouvés à Ando-ri, Yeosu, Jeollanam-do (il y a 6 000 ans). Il attire l'attention car il est lié à l'histoire ancienne de la péninsule coréenne, comme Gojoseon.

## Historique des découvertes, localisation, périodisation, cultures

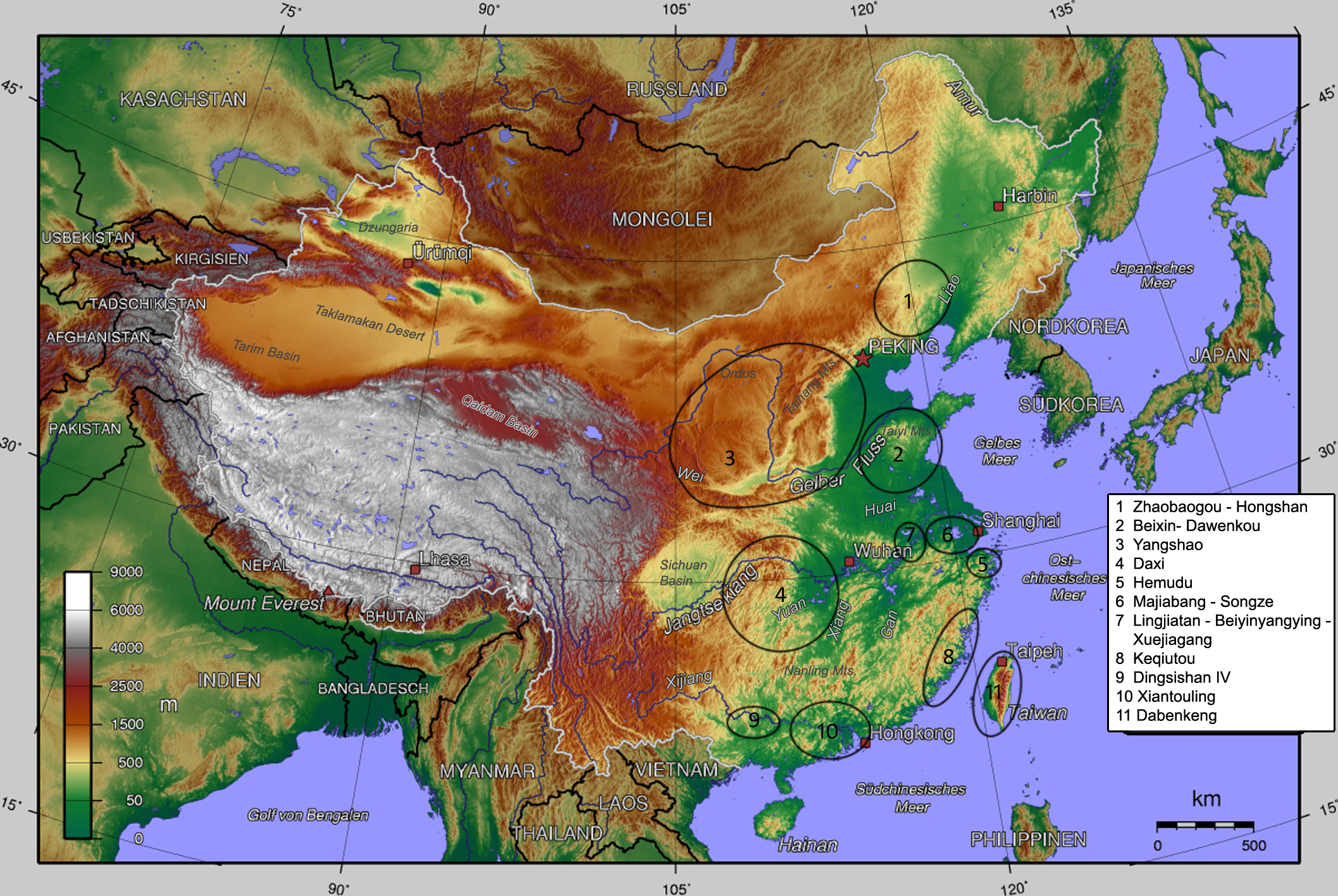
Cultures du Néolithique moyen en Chine

Le site éponyme, Hongshanhou (红山後) dans le district de Chifeng en Mongolie intérieure, fut découvert en 1908 par Torii Ryūzō et fouillé pour la première fois en 1935 par Hamada Kosaku et Mizuno Seiichi. Le nom de Hongshan fut adopté en 1954.
Au Nord de la Chine actuelle, se sont développées successivement au Liaoning, la culture néolithique de Xinglongwa (vers 6200-5200), puis celle de Zhaobaogou (vers 5200-4500) et enfin celle de Hongshan (vers 4500-3000), toutes situées dans le bassin du fleuve Liao.

## Génétique et identité ethnique
Une étude génétique publiée en 2013 dans la revue BMC Evolutionary Biology montre à partir d'individus de nombreux sites que 63% d'entre eux étaient de l'haplogroupe paternel N1 et que celui-ci était l'haplogroupe dominant dans la région durant le néolithique à 89% . Les autres haplogroupes identifiés sont C et O2a qui sont aujourd'hui majoritaires parmi les habitants actuels .
Une étude publiée dans la revue Evolutionary Human Sciences en 2020 lie la culture de Hongshan au peuple et à la langue proto-turque .
Les résultats d'une étude génétique publiée en 2025 montrent des liens génétiques forts entre les peuples Hongshan du Hebei et du Liaoning, étayant la diffusion démique de la culture Hongshan. Les peuples Hongshan du Liaoning et du Hebei possédaient tous deux des ancêtres de cultivateurs de mil liés à l'Asie du Nord-Est ancienne (possiblement liés à la culture locale antérieure de Zhaobaogou) et à la culture de Yangshao. La modélisation ancestrale de cette étude suggère que l'ascendance liée à la culture de Yangshao chez les Hongshan a plus probablement été introduite par des agriculteurs du Shandong liés à la culture de Dawenkou du Néolithique moyen, qui portaient environ 40 % d'une lignée de chasseurs-cueilleurs du Shandong du Néolithique ancien et 60 % d'une lignée liée à la culture de Yangshao.

## Mode de vie et société
À l’examen des instruments et des ossements d’animaux, l’agriculture, pratiquée avec des outils en pierre, y occupe plus de place que dans les cultures de Xinglongwa et Zhaobaogou. La chasse garde une certaine importance néanmoins, comme en témoignent les ossements de cervidés. Les animaux d’élevage étaient les porcs, les moutons et les bœufs. L’habitat est dispersé et les familles-clans devaient vivre en autarcie si l’on en juge par les restes découverts dans certaines habitations. Celles-ci, de forme rectangulaire ou carrée, étaient semi-enterrées et comprenaient un foyer central aménagé dans le sol de terre battue.
La « complexité » sociale de cette culture est repérée en plusieurs points. Tout d'abord ce sont certains sites qui se sont développés dans certaines vallées, alors que des petits villages les environnaient. Cependant rien ne permet de dire qu'il y eut une quelconque forme de centralisme politique dans cette région du Liao. Ensuite il y a bien eu des différences dans les fonctions attribuées à certains sites avec l'émergence de complexes dédiés aux rites, comme à Niuheliang (v. 3650-3150) ayant nécessité la direction des travaux par une élite, et au sein des rites la taille du jade, qui impliquait déjà la recherche de matériaux bruts sur de longues distances, la standardisation des formes et des objets et leur répartition au sein de ces élites. On voit alors apparaître de grands ensembles architecturaux, cairns, autels et surtout le grand temple de la « Déesse » à Niuheliang. Cet espace renfermait, modelées dans l'argile, sept figures féminines dont certaines trois fois plus grandes que nature, un thème totalement inédit alors. Sur un autre site de rituels, à Dongshanzui, de petites statuettes féminines parturientes, elles aussi modelées dans l'argile. 
La culture de Xiaoheyan (v. 3000-2600), qui fait suite à la culture de Hongshan, voit s'effacer les différences sociales et ces populations disparaître.

## Artisanat: jade, céramique
La culture de Hongshan est connue pour ses objets de pierre (outils) et de jade. Les motifs traités dans le jade sont donc très variés : des formes animales stylisées et/ou hybrides : « dragon » , « dragon-cochon » (zhulong 豬龍), tortue et oiseau, mais on trouve aussi des formes humaines, des disques bi, des haches, des herminettes, des poinçons, des boucles d'oreille de type jue, des ornements en forme de « nuage à crochets », des petits tubes et des chapelets.  Le motif le plus caractéristique est une sorte d’ouroboros appelé en chinois « dragon-cochon ». L'autre forme récurrente est le  « nuage à crochet », mais on trouve aussi une forme creuse de sabot de cervidé. Ils pourraient avoir été utilisés comme ornements, ou amulettes, suspendus quand ils sont percés ou bien cousus. Mais certaines pièces de jade semblent avoir été déposées sur la langue du défunt, une pratique qui existait aussi sous les Han, et il s'agissait alors de jade en forme de cigale. La provenance du jade semble maintenant (2012) clairement située dans les mines de jade de la péninsule du Liaodong , à environ 300 km de Niuheliang. 
Les ustensiles de poterie comprennent des pièces de terre mélangée à du sable qui devaient servir au stockage, et des pièces de terre rouge plus raffinées, décorées de bandes, triangles ou motifs d’écaille réalisés avec un pigment noir ou violacé ; on trouve aussi des impressions en creux en forme de "Z". Ont été également retrouvées des fragments d’effigies parfois très grandes de femmes nues, certaines enceintes, réalisées en terre non cuite. Particulièrement associées aux lieux de culte, il pourrait s’agir de « déesses ».

## Sites remarquables

### Dongshanzui
Dongshanzui (東山嘴) est situé dans le comté de Kazuo (喀左縣) à Chaoyang, Liaoning ; ses vestiges dateraient d’environ 3500 av. J.-C.. Le site comprend plusieurs esplanades à base de pierres entassées, la plus grande mesurant 240 m². L’orientation nord-sud est celle que prendront les villes et constructions de la Chine archaïque. Certaines zones semblent avoir été pavées et on a trouvé des restes de piliers cylindriques en terre peinte. Des tombes rectangulaires se trouvent au nord, des tertres ronds au sud. On a découvert sur le site une vingtaine de figurines de femmes enceintes nues, de 6 à près de 80 cm de hauteur, ainsi que des jades. 

### Niuheliang
Le site de Niuheliang (牛河粱), fouillé depuis 1983, situé aux confins du comté de Jianping (Chaoyang, ouest du Liaoning), serait contemporain de Dongshanzui. Ce site, candidat au patrimoine mondial, se compose d’esplanades-autels faits de pierres et de terre soutenus par des piliers de terre peinte, d’une construction souterraine portant des traces de peinture appelée « temple de la déesse », de cairns situés au sud et à l’ouest du temple et d’une construction pyramidale. L’ensemble, qui s'étire dans sa totalité sur un très vaste espace (50 km.), est situé sur une hauteur, à proximité d'un cours d'eau et au fond d'une belle vallée aujourd’hui au cœur d'une forêt de pins, ce qui confère au site un charme indéniable. 
Les cairns furent les premiers fouillés en 1983 ; la disposition des tombes suggère une société hiérarchisée. De nombreux jades furent mis au jour, bien que les tombes semblent avoir été pillées en partie. Le sanctuaire, situé à une extrémité de l’esplanade, présente une forme 亞 très allongée selon une direction. Des restes d’effigies féminine nues y ont été découvertes  : représentations tout à fait exceptionnelles en Chine qui semble avoir quasiment proscrit la représentation plus ou moins « réaliste » du corps humain.  Une impressionnante sculpture de terre séchée, un visage grandeur nature avec des yeux de jade a été reconstitué et est conservé à l'Institut Provincial du l'Archéologie du Liaoning, à Shenyang. Certaines de ces statues d'argile, façonnées en terre crue autour d’un cœur de paille ou de bois, sont deux à trois fois plus grandes que nature et accompagnées de petites pièces de jade dont un « cochon-dragon ». Le site a également fourni des poteries rouges de taille exceptionnelle.
Un an après le temple, fut identifiée, à proximité, une construction pyramidale réalisée avec un soin particulier, constituée de pierre non locale et de terre. Elle était dissimulée sous une hauteur connue depuis des siècles sous le nom de Zhuanshanzi (轉山子) qui servit sous les Han (-206~220) de station pour l’une des branches de la Grande Muraille.

### Sijiazi
Sijiazi (四家子) est situé dans le district de Aohan (熬漢旗) en Mongolie intérieure. En 2001, une autre construction pyramidale portant à son sommet une esplanade cultuelle et des tombes y a été découverte.

## Le «dragon-cochon»
Le porc semble avoir été sacrifié dans la Mandchourie préhistorique. Beaucoup plus tard, il sera en Chine l’animal domestique associé à l’eau (水畜) selon la théorie des cinq éléments. Peut-être jouait-il un rôle dans les rites de pluie, fonction que le dragon remplira souvent dans la Chine historique. Toutefois, Michel Maucuer, conservateur en chef au Musée Cernuschi, propose de faire du zhulong un symbole chthonien et de voir au lieu d’un groin de porc une évocation de larve d’insecte lovée, symbolique de résurrection en rapport avec son rôle d’offrande funéraire. Par ailleurs ce que les archéologues français interprètent comme des « amulettes », les archéologues chinois l'interprètent comme des « boucles d'oreilles » .

## Objets des cultures de Zhaobaogou et Hongshan

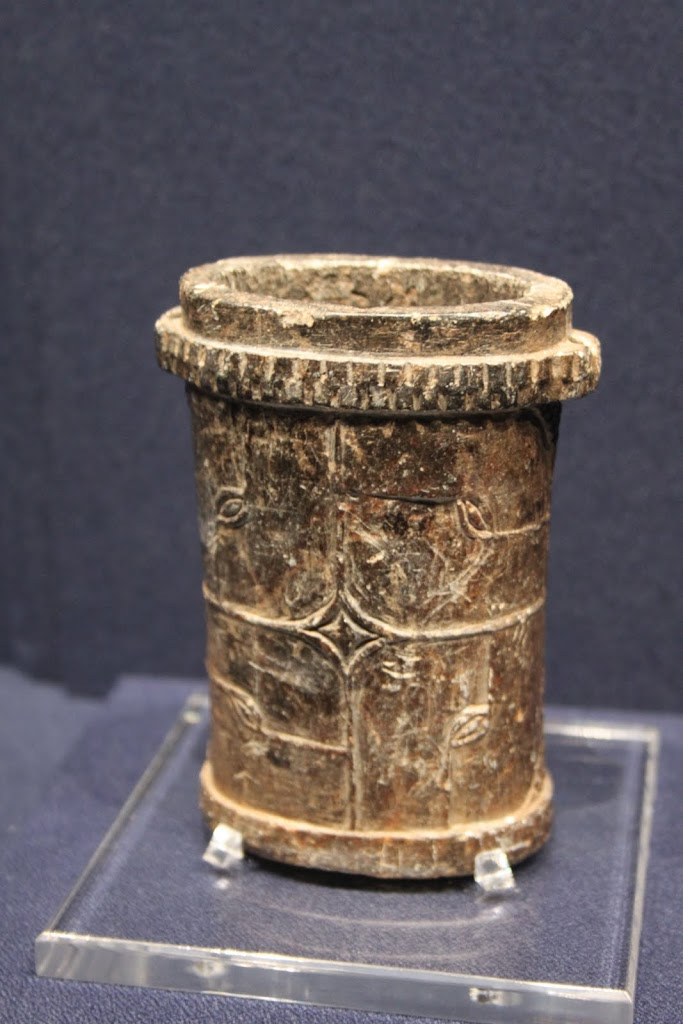
Objet de jade en forme de tube. Culture de Zhaobaogou (v. 5000-4400). Musée de Shanghai
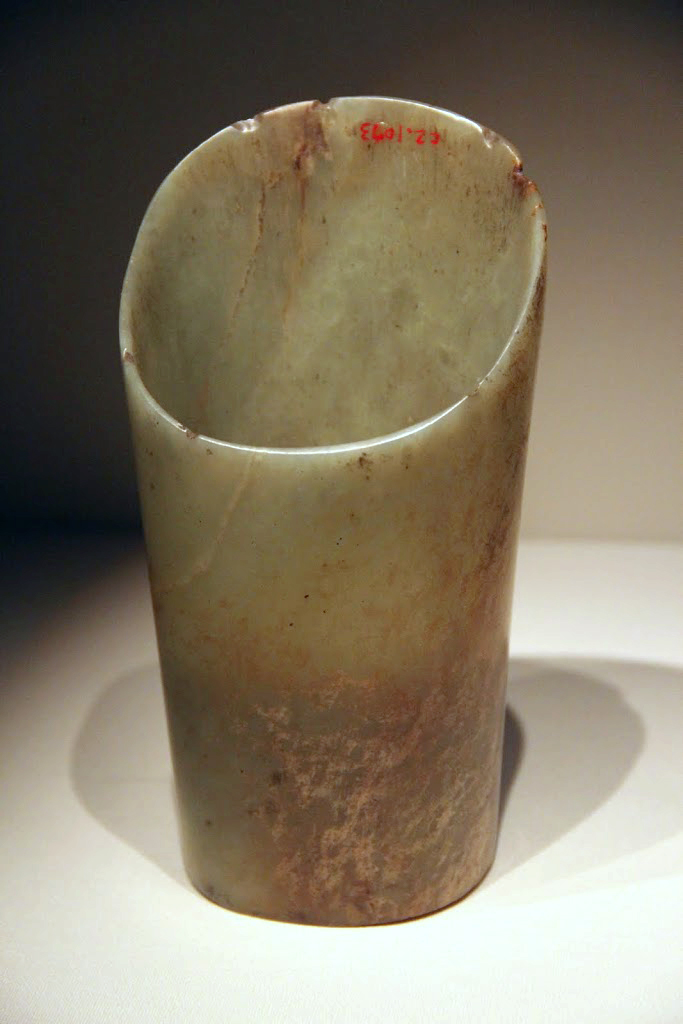
Pendentif de jade en forme de « sabot » (?). Culture de Hongshan, Liaoning. Musée Nationanl de Chine, Pékin
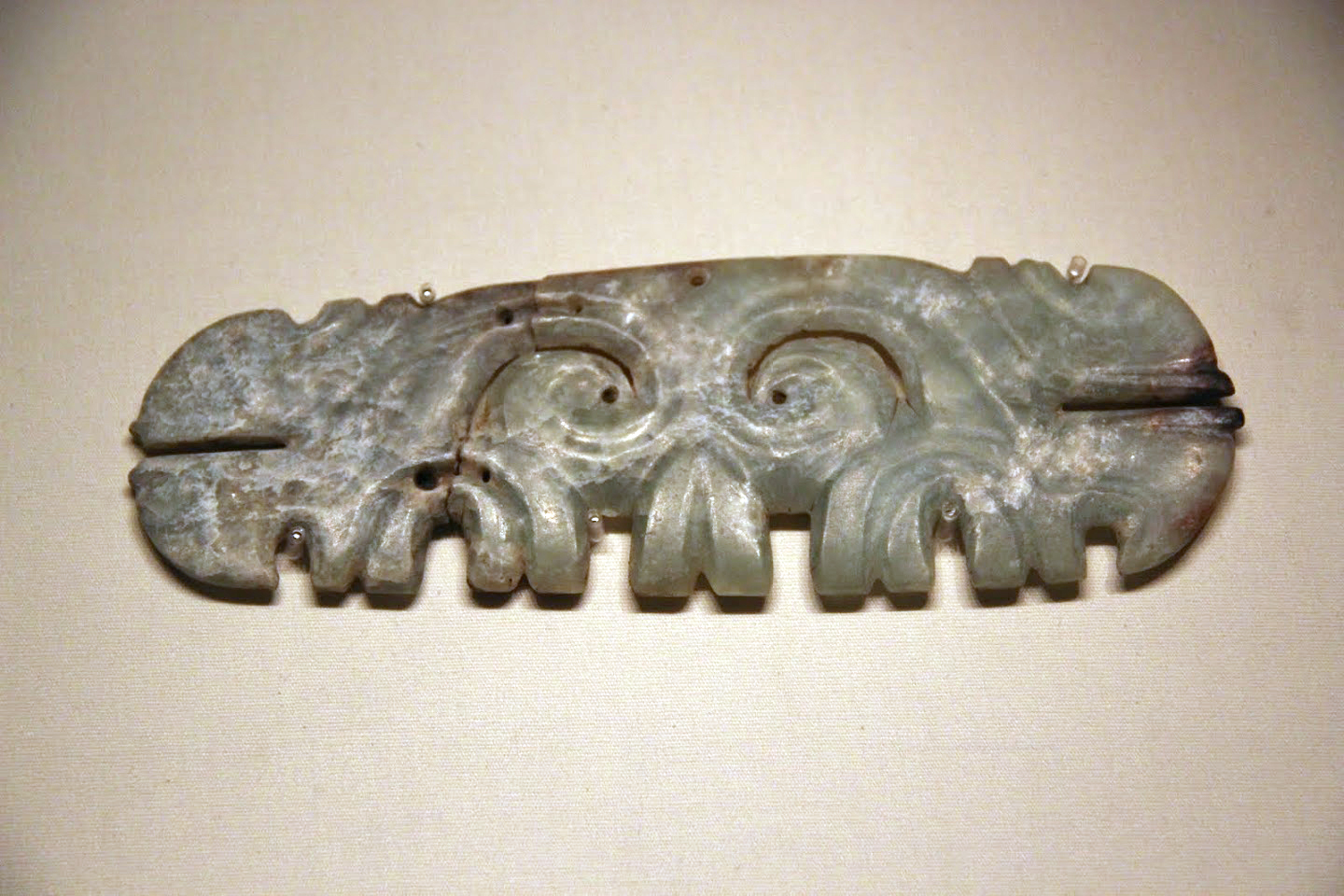
Ornement de jade de forme « animalière » stylisée. Hongshan, Niuheliang, Lingyuan, Liaoning, 2003. Musée National de Chine. Pékin
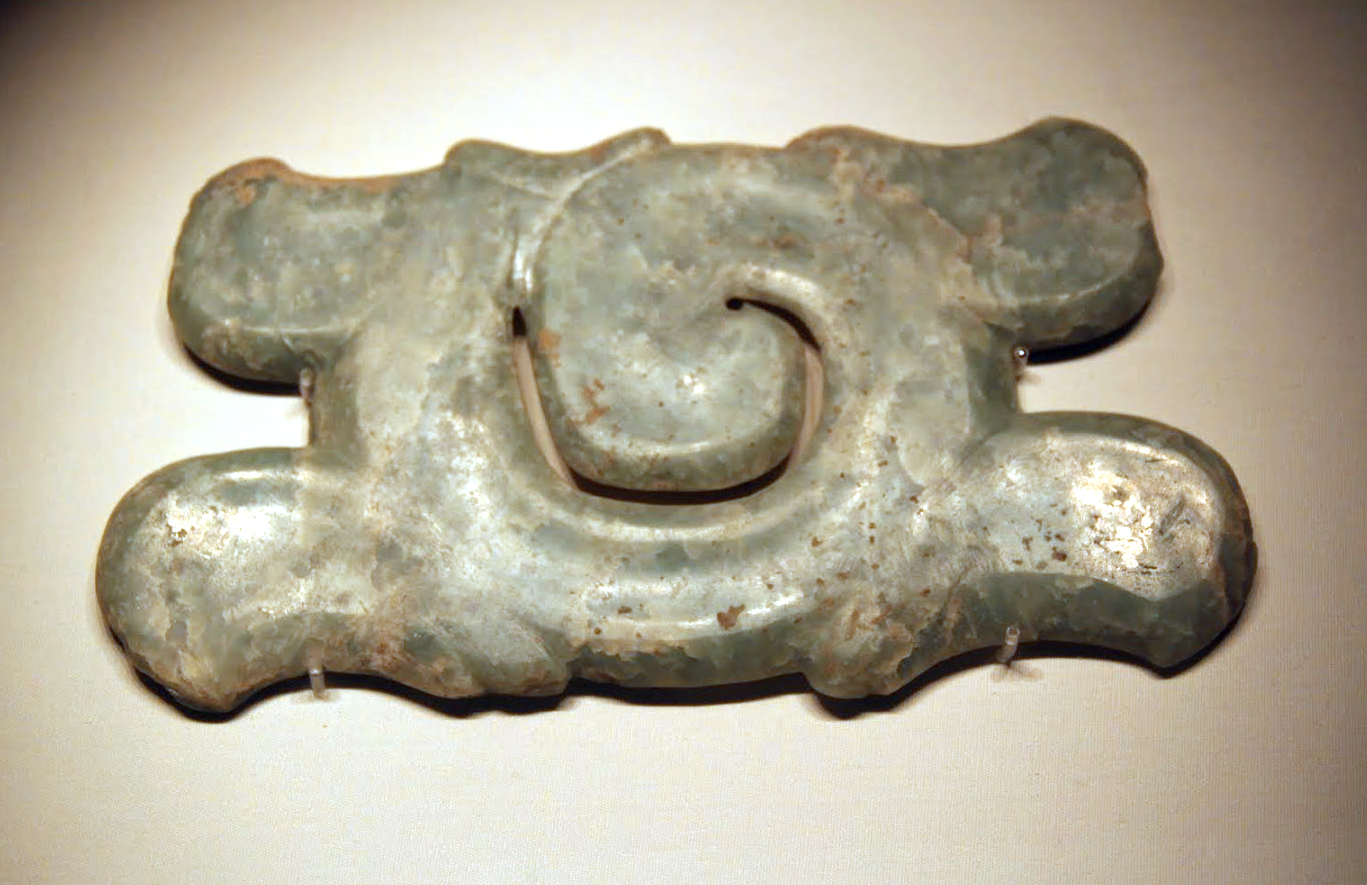
Ornement de jade en forme de « nuage en crochets ». L. 20 cm env. Culture de Hongshan. Musée national de Chine
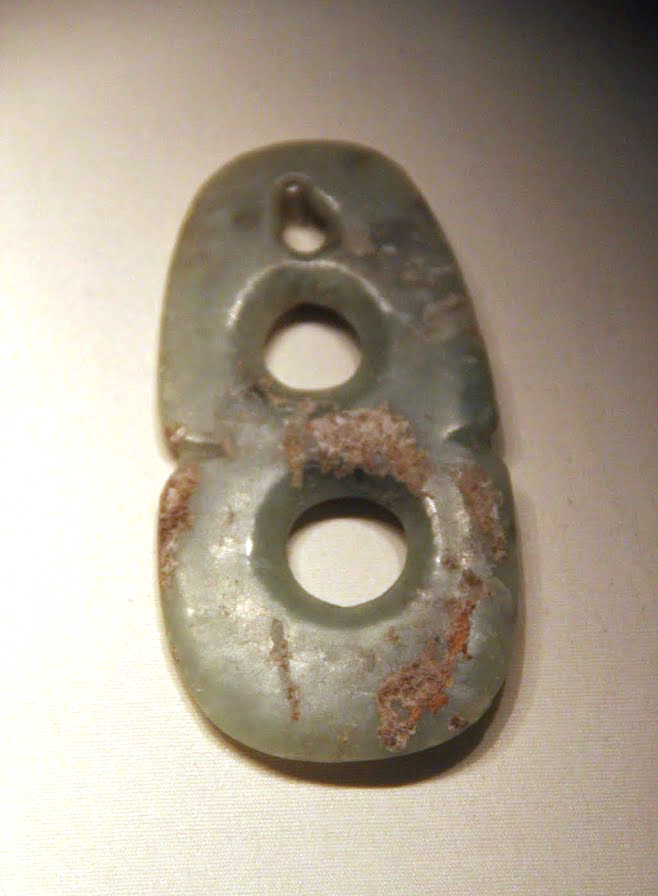
Ornement de jade sous forme d'un triple disque de type « bi » (?). Niuheliang, Lingyuan, Liaoning, 2002. Musée National de Chine
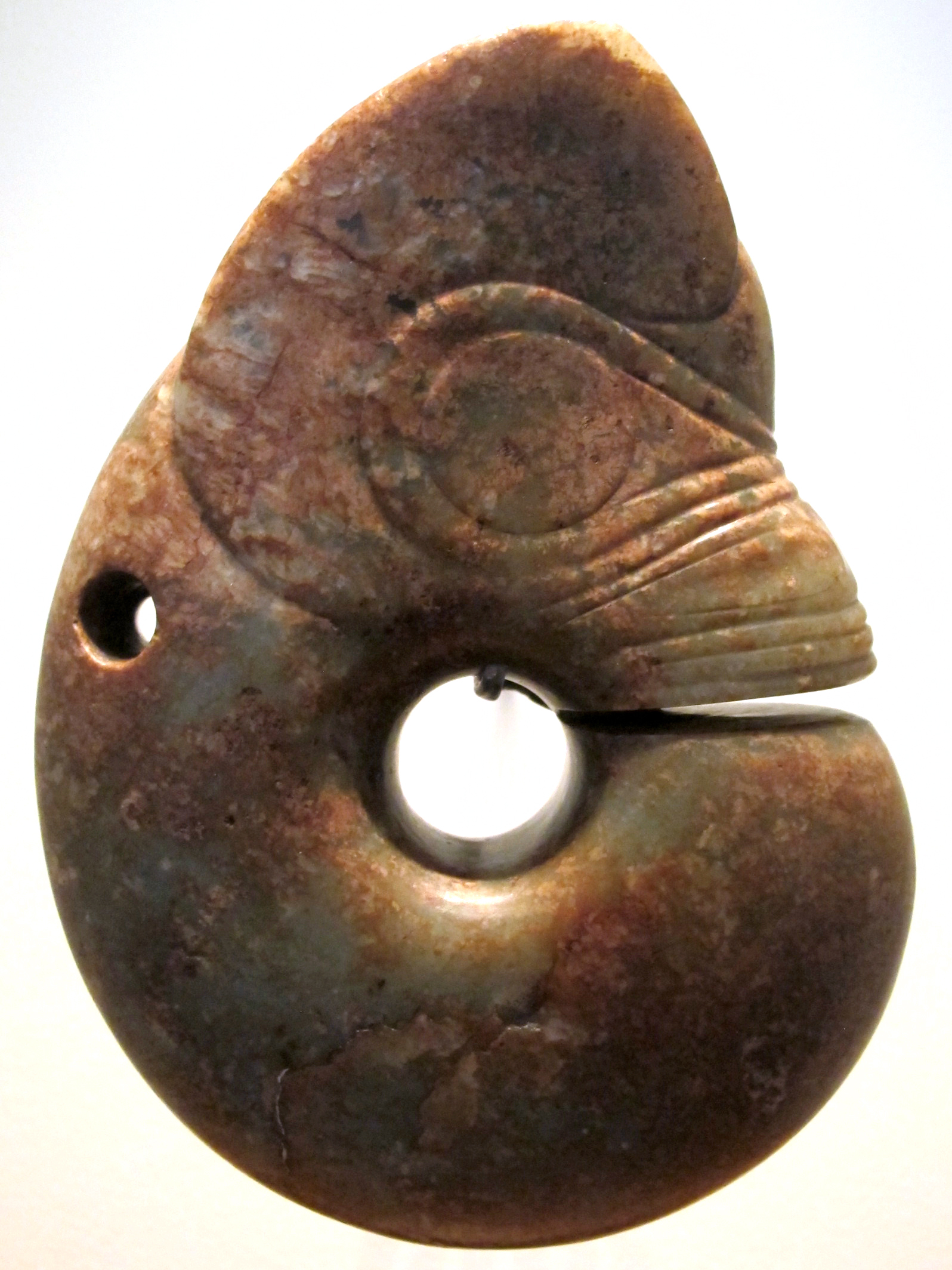
Amulette[15] jue en forme de dragon ou de larve d'insecte lovée. Hongshan, Liaoning. Jade, H. 15,3 cm. Vers 4700-3000 AEC. Musée Guimet[16].
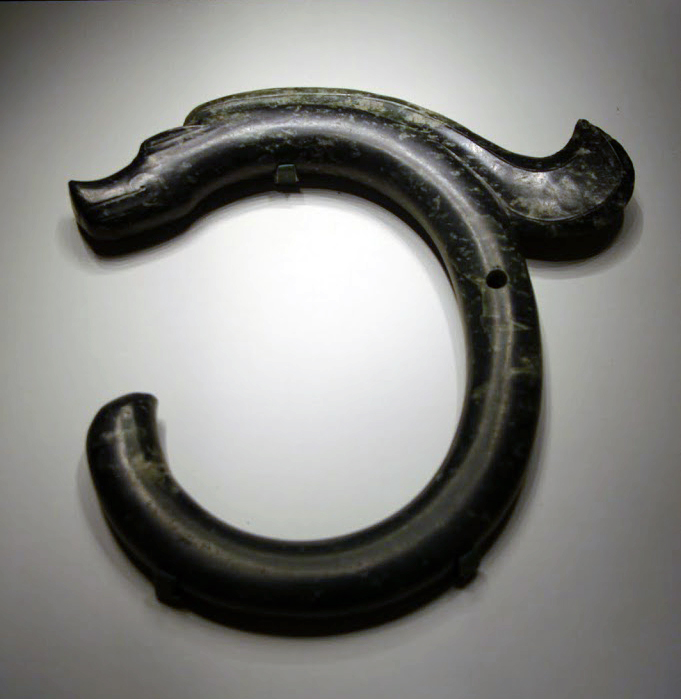
Amulette « dragon ». Hongshan, Liaoning. Jade, H. 26 cm. Découvert: Sanxingtala, Ju Ud (act. Chifeng), Mongolie-Intérieure, 1973. Musée national de Chine
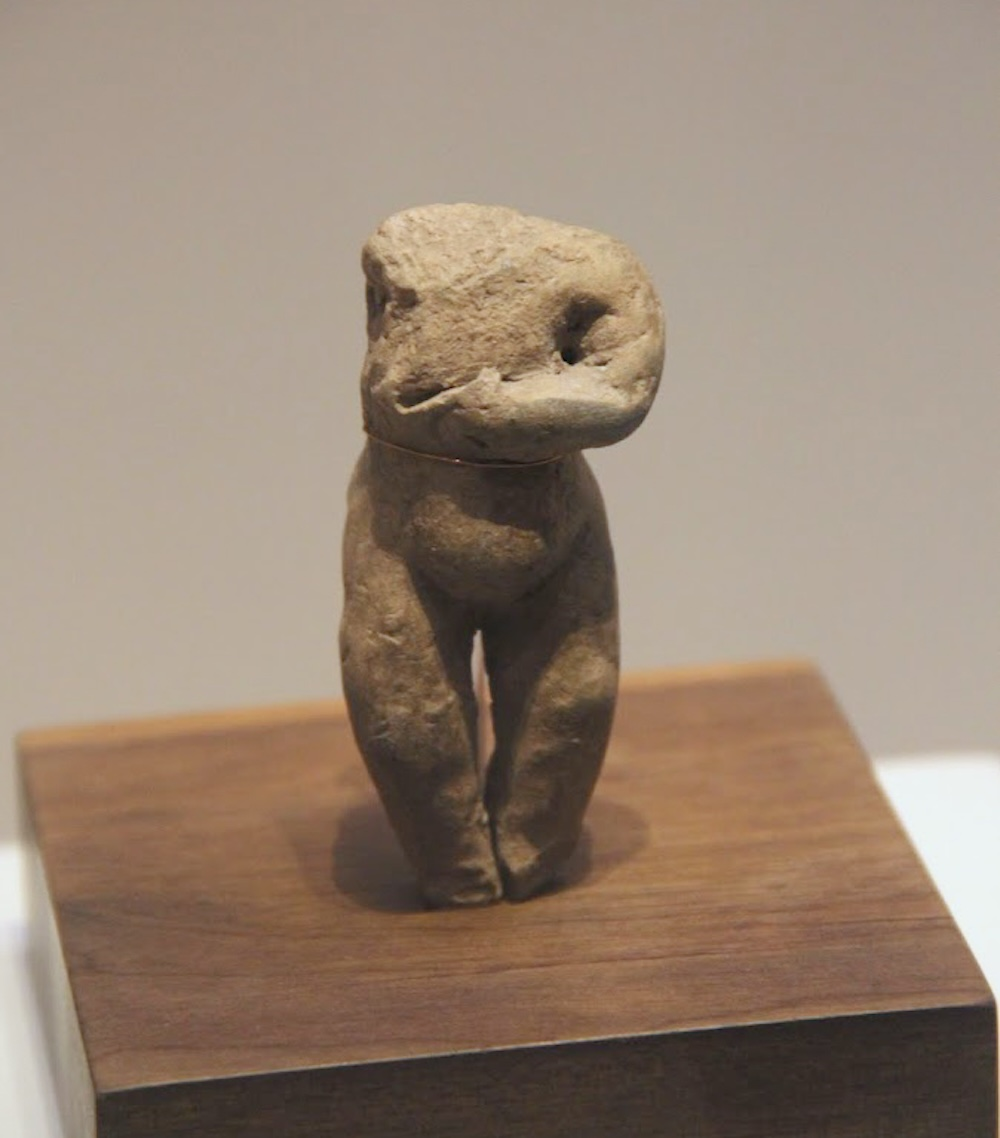
Figurine, terre cuite: Torse féminin /femme enceinte (?), datée 3500, H. 7,8 cm, découverte: Liaoning, 1982. Hongshan. Musée national de Chine
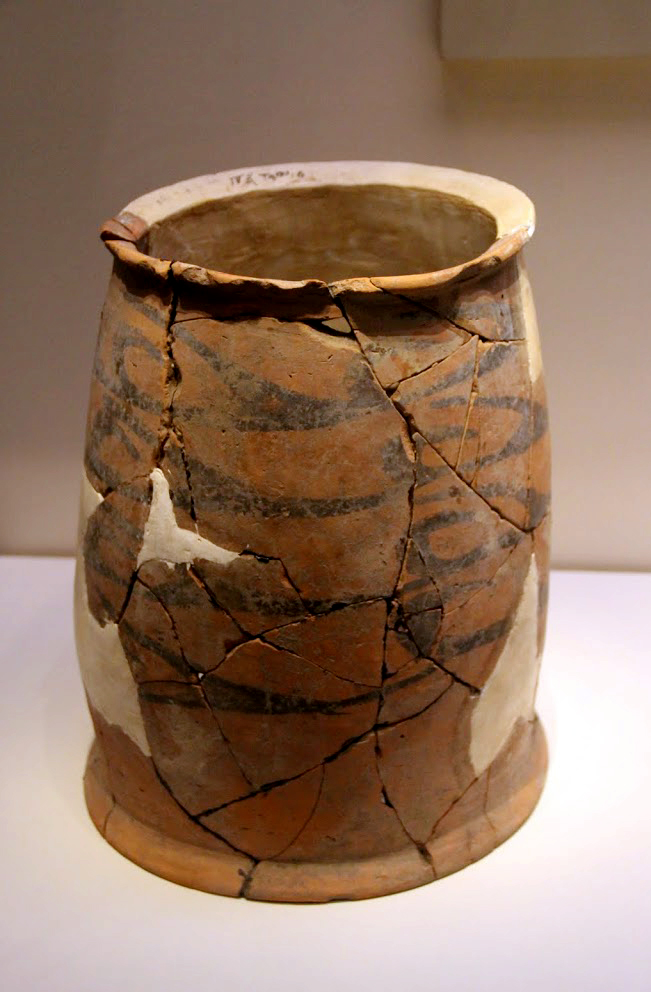
Terre cuite peinte. Site de Niuheliang, culture de Hongshan. Musée National de Chine

## La soudaine disparition de cette culture

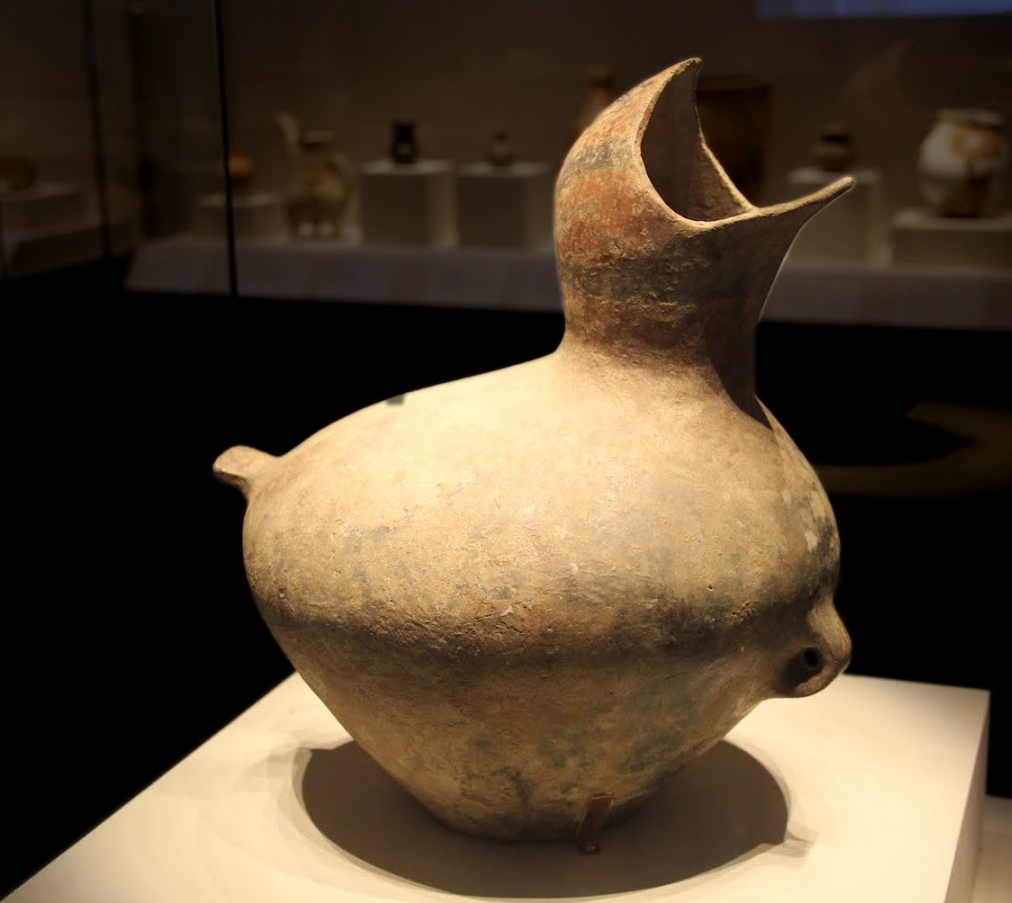
Jarre en terre cuite peinte en forme d'oisillon, culture de Xiaoheyan (3000-2600) Région du fleuve Liao. Découverte: Mongolie-Intérieure, 1977

Vers 3000 on assiste à cette disparition aussi rapide que quasi totale et inexpliquée. La culture de Xiaoheyan (3000-2600), qui suit dans cette région, témoigne d'une très faible « complexité » sociale : quasi aucune hiérarchie, l'effondrement numérique de la population et l'agriculture est remplacée par une forme de pastoralisme extensif. Les habitats fixes et les lieux rituels ont été abandonnés. La seule explication actuellement plausible reste la soudaine détérioration du climat avec une sécheresse prononcée et un affaiblissement de la mousson d'été vers 3000 AEC.

## La datation des jades: un problème
Les datations très anciennes qui ont été attribuées systématiquement à tous les jades qui évoquent la culture de Hongshan font l'objet d'une étude beaucoup plus critique par les archéologues chinois les plus éminents : nombre de ces jades seraient probablement postérieurs au néolithique.